# Viaggi di Paolo VI

Paesi visitati da Paolo VI.

Papa Paolo VI ha effettuato un viaggio apostolico, tre visite apostoliche e sei pellegrinaggi fuori dall'Italia. È stato in Giordania, Israele, Libano, India, Stati Uniti d'America, Portogallo, Turchia, Colombia, Bermuda (Regno Unito), Svizzera, Uganda, Iran, Pakistan, Filippine, Samoa Occidentali, Samoa Americane (Stati Uniti), Australia, Indonesia, Hong Kong (Regno Unito) e Sri Lanka per un totale di 18 Paesi e 3 dipendenze visitate.

## I viaggi

### Giordania e Israele (4 - 6 gennaio 1964)
Il Papa si è recato in Giordania e Israele e in tali occasioni è stato il primo pontefice ad utilizzare un aereo e a visitare la Terra santa; è stato inoltre il primo a lasciare l'Italia dopo più di un secolo. Ha avuto anche incontri ecumenici al Monte degli Ulivi, a Gerusalemme, dove si è incontrato con il patriarca ecumenico di Costantinopoli Atenagora e con Yeghishe Derderian, patriarca armeno di Gerusalemme. Ha incontrato anche il re Hussein di Giordania e il sindaco di Gerusalemme Mordechai Ish-Shalom. Ha pregato al Santo Sepolcro a Gerusalemme, visitato la Basilica dell'Annunciazione a Nazaret e salutato un gruppo di pellegrini dell'arcidiocesi di Milano. Il 6 gennaio ha celebrato l'Epifania nella Grotta della Natività di Betlemme, dopo la celebrazione è ripartito dall'aeroporto di Amman per Roma.

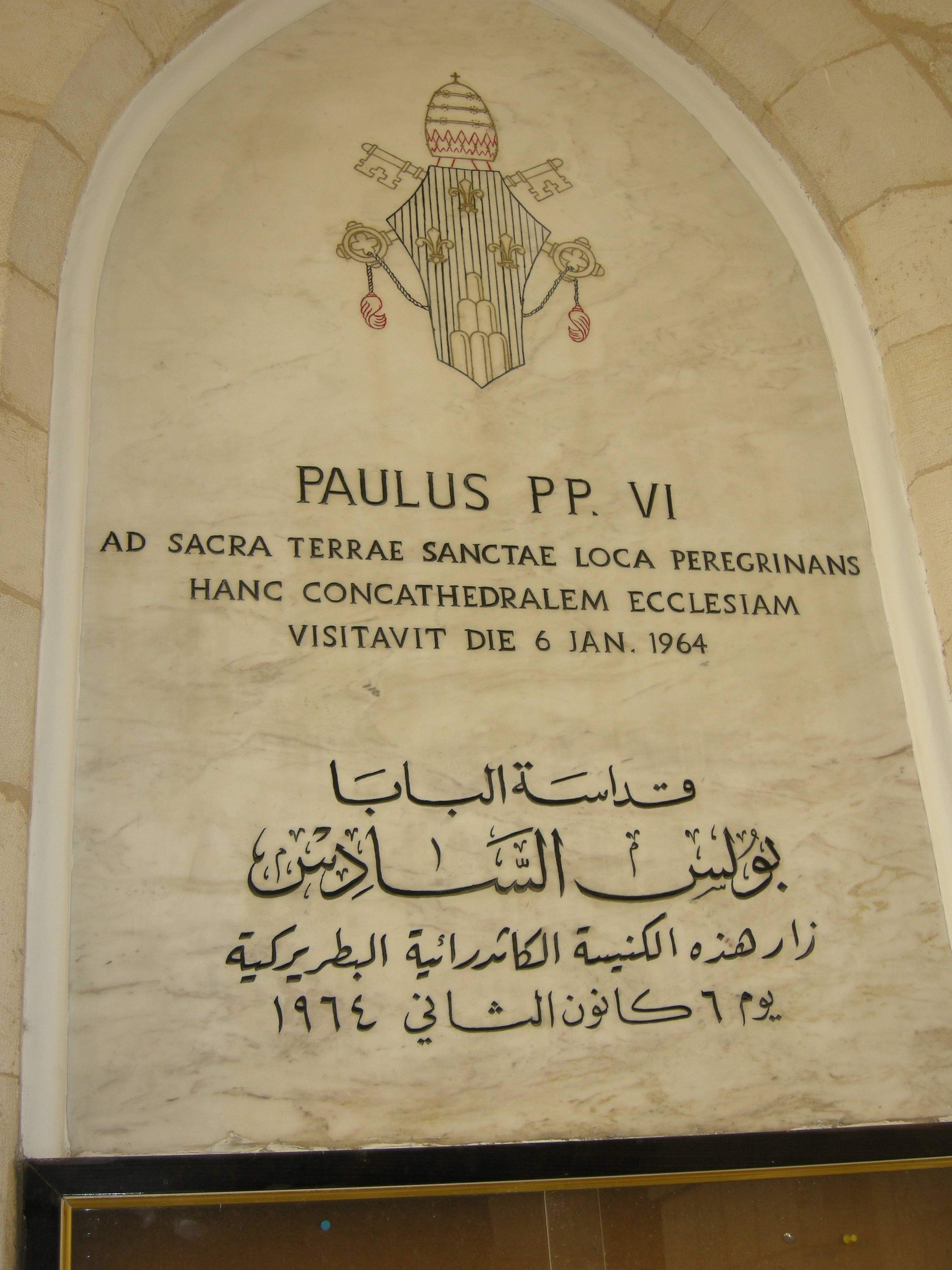
Placca commemorativa della visita di Paolo VI nella Basilica del Santo Sepolcro a Gerusalemme.

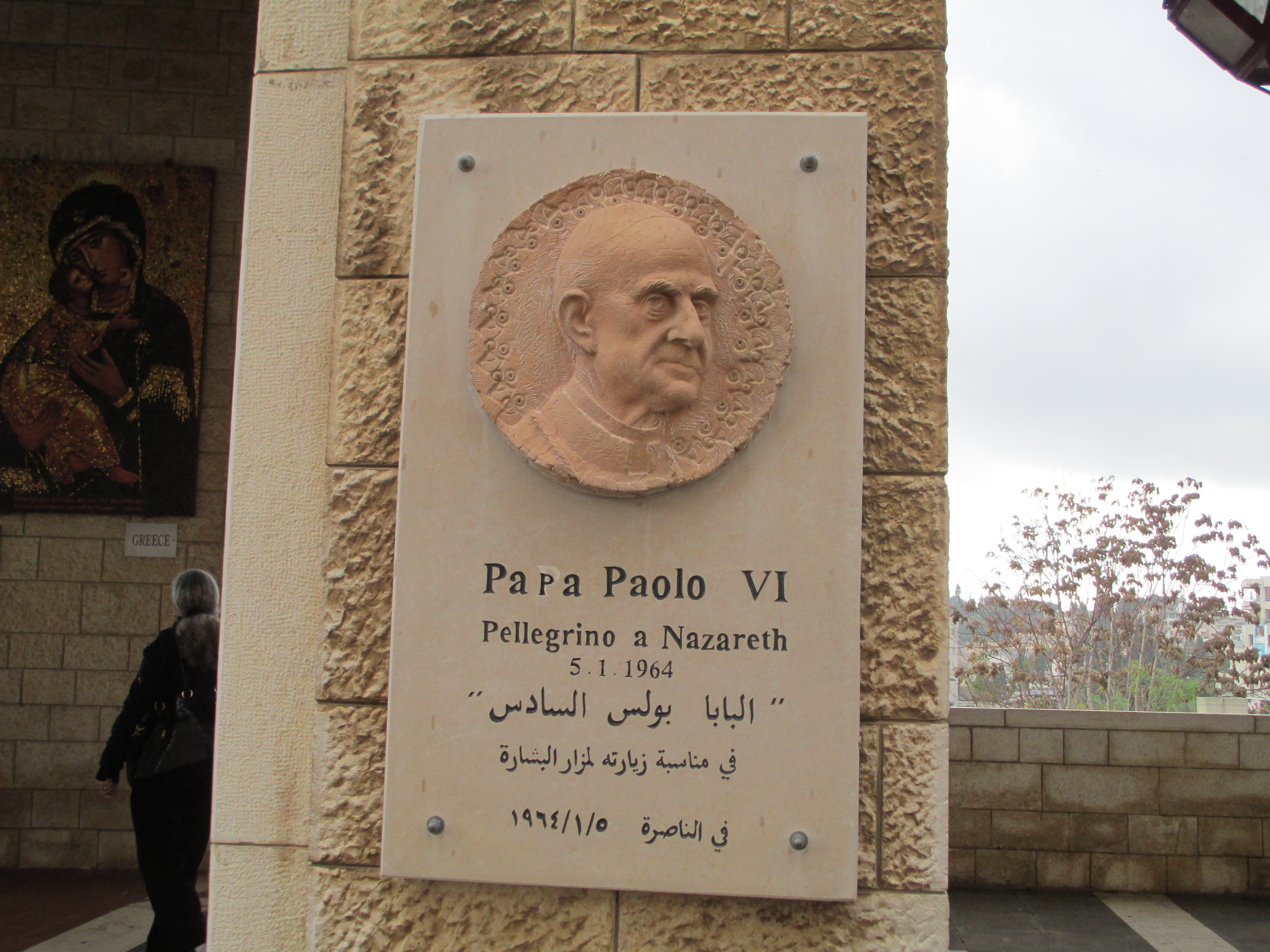
Placca commemorativa nella Basilica dell'Annunciazione a Nazaret.

### Libano e India (2 - 5 dicembre 1964)
Il Papa si è recato a Beirut (Libano) dove ha incontrato il presidente del Libano cristiano maronita Charles Helou. Il 3 dicembre ha raggiunto l'India dove ha visitato Bombay, Bandra e Goregoon. Il 3 dicembre ha incontrato i ministri del governo indiano, il primo ministro Lal Bahadur Shastri e il presidente della repubblica indiano Sarvepalli Radhakrishnan e l'arcivescovo di Bombay Valerian Gracias. Il 4 dicembre a Bombay ha celebrato secondo il rito della Chiesa cattolica siro-malankarese, ha visitato la Don Bosco High School e l'ospedale generale della città. Il 5 dicembre ha visitato il Santuario di Nostra Signora di Bandra prima di ripartire dall'aeroporto di Bombay per Roma. Inoltre ha partecipato al 38º Congresso Eucaristico indiano che si è tenuto a Bombay il 4 dicembre.

### XVII Congresso Eucaristico Nazionale d'Italia - Pisa (10 giugno 1965)
Il 10 giugno 1965 il Papa partecipa al XVII Congresso Eucaristico Nazionale d'Italia celebrando un'omelia, a Pisa viene accolto dall'arcivescovo di Firenze Ermenegildo Florit, dall'arcivescovo di Pisa Ugo Camozzo, dal ministro della difesa Giulio Andreotti, dal presidente del consiglio Aldo Moro, dal sindaco di Pisa Umberto Viale e dall'ex presidente della repubblica Giovanni Gronchi.

### Stati Uniti d'America (3 - 4 ottobre 1965)
Il Papa si è recato unicamente a New York, il 4 ottobre visita la cattedrale di San Patrizio, poi pronuncia alle Nazioni Unite il famoso discorso "Mai più la guerraǃ". Ha un incontro nella chiesa della Sacra Famiglia. Celebra anche un'omelia nello Yankee Stadium e visita il padiglione della Santa Sede all'Expo 1964. Inoltre visita la scuola privata cattolica "Rice High School" ad Harlem.

### Portogallo (13 maggio 1967)

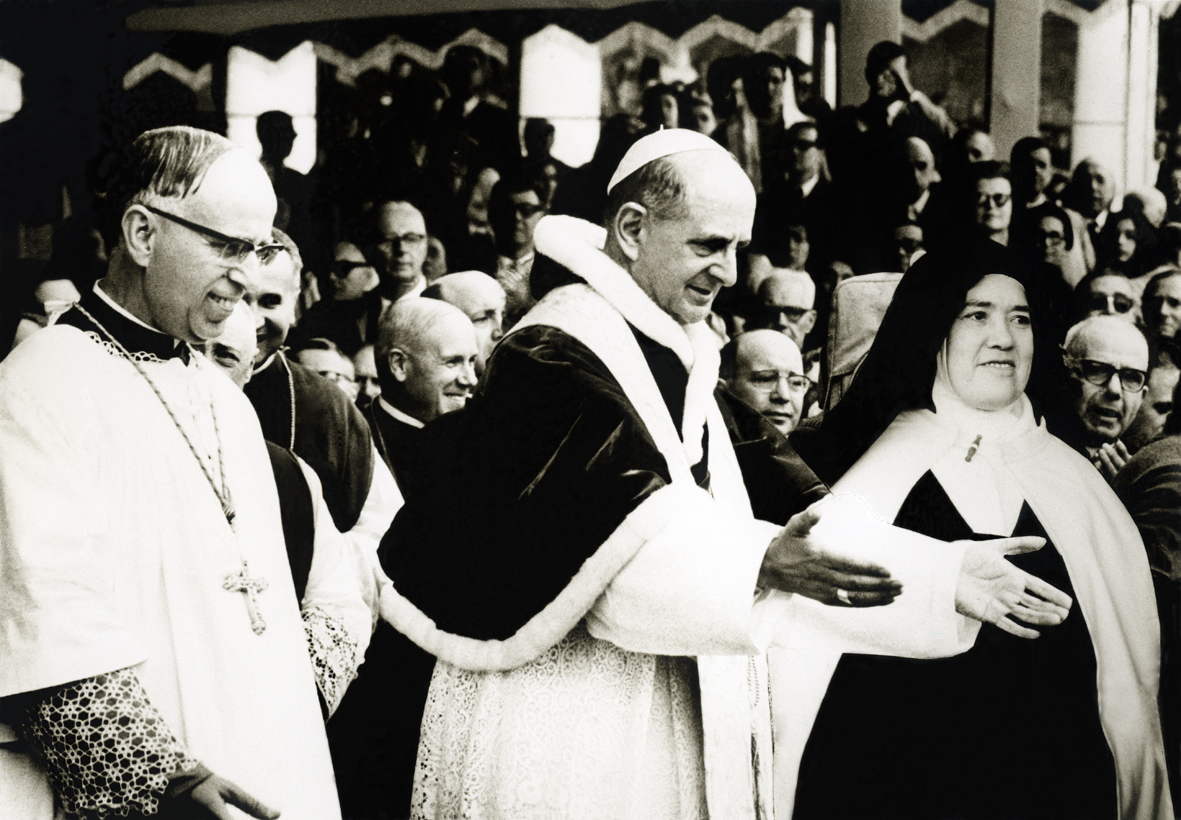
Paolo VI a Fátima con João Pereira Venâncio, vescovo di Leiria, e Suor Lúcia

Il Papa in questo viaggio si è mosso unicamente il 13 maggio per recarsi in pellegrinaggio a Fátima in Portogallo. All'arrivo a Fátima è stato accolto dal presidente del Portogallo, il generale Américo Thomaz e dal patriarca di Lisbona Manuel Gonçalves Cerejeira. Poi ha celebrato la Santa Messa all'interno del Santuario di Fátima in occasione del 50° delle apparizioni di Fatima e a commemorazione del 25° della consacrazione del mondo al Cuore Immacolato di Maria. Poi è subito ripartito per Roma.

### Turchia (25 - 26 luglio 1967)
Il Papa in questo viaggio si è recato in Turchia a Istanbul, Efeso e Smirne. Il 25 luglio ha visitato Istanbul, ha visitato la Cattedrale dello Spirito Santo nel quartiere di Pangaltı, ha incontrato il presidente della Turchia Cemal Gürsel, ha visitato la chiesa ortodossa patriarcale di San Giorgio, ha incontrato il patriarca armeno Snork Kalustian, per la seconda volta il patriarca ecumenico di Costantinopoli Atenagora, il capo religioso musulmano di Istanbul, l'Hakham Bashi (rabbino capo) di Istanbul; il 26 luglio ha visitato a Smirne la Cattedrale di San Giovanni e incontra le autorità locali, poi ha incontrato la comunità ortodossa di Efeso ed è infine ritornato a Smirne da dove è ripartito per Roma.

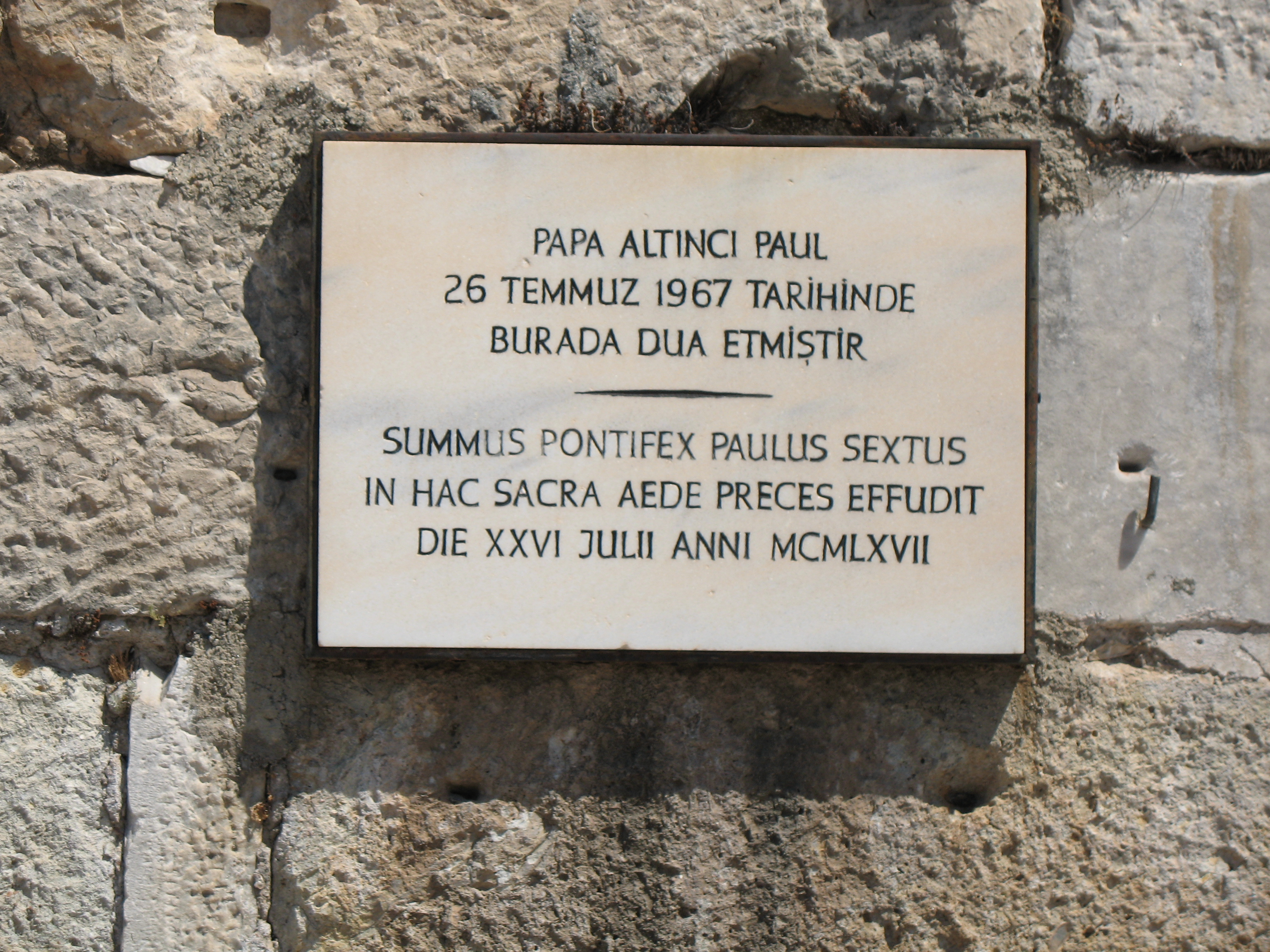
Placca commemorativa della visita di Paolo VI vicino alla Tomba di San Giovanni apostolo nei pressi della Basilica di San Giovanni a Efeso, presso l'odierna Selçuk.

### Colombia e Bermuda (21 - 25 agosto 1968)
Il Papa in questo viaggio ha visitato Bogotà, ha incontrato il presidente della Colombia Carlos Lleras Restrepo, il 23 agosto ha celebrato una Santa Messa per i campesinos e per la "Giornata dello Sviluppo". Il 24 agosto ha fatto un'omelia alla II Assemblea Generale dei Vescovi dell'America Latina e ha benedetto la nuova sede del CELAM a Bogotá.
Il 24 agosto poi è ripartito dalla Colombia e ha fatto una tappa alle Bermuda (Regno Unito) dove è stato accolto a Hamilton dal governatore britannico Lord Martonmere, poi è ripartito per Roma.

### Svizzera (10 giugno 1969)
Il 10 giugno 1969 ha visitato Ginevra per il 50° dell'Organizzazione internazionale del lavoro (OIL) con il presidente del consiglio italiano Mariano Rumor, ha incontrato il presidente della confederazione svizzera Ludwig von Moos oltre che il presidente dell'OIL David Abner Morse. Al Palazzo delle Nazioni ha avuto vari incontri e ha parlato con vari delegati e i membri del personale dell'OIL; si è poi incontrato con le autorità della città di Ginevra, del Canton Ginevra e della Confedereazione. Ha inoltre celebrato la Santa Messa al Parc de la Grange e si è incontrato con l'imperatore d'Etiopia Hailé Selassié.

### Uganda (31 luglio - 2 agosto 1969)
Il 31 luglio il Papa ha visitato l'Uganda per un pellegrinaggio, è atterrato all'aeroporto di Entebbe, poi ha fatto un'omelia a Kampala ed è stato ricevuto dal presidente dell'Uganda Milton Obote.
Il 1º agosto ha ordinato dodici vescovi a Kololo e ha visitato il parlamento ugandese a Kampala, poi ha visitato Nzambia, Mulogo, Mengo e Rubaga (oggi Lubaga).
Il 2 agosto ha incontrato i membri dell'Azione Cattolica ugandese, delle associazioni cattoliche oltre ai dignitari islamici e ai membri della Comunione anglicana, oltre alle autorità civili e religiose di Kampala. Nel suo pellegrinaggio ha visitato anche il Santuario di Namugongo e la Cattedrale di Rubaga.

### Santuario di Nostra Signora di Bonaria - Cagliari (24 aprile 1970)
Il 24 aprile 1970 il Papa ha visitato la Sardegna per effettuare un pellegrinaggio al Santuario di Nostra Signora di Bonaria, ha incontrato anche il presidente della regione Sardegna Lucio Abis, il sindaco di Cagliari Paolo De Magistris e con i vescovi dell'isola, infine ha celebrato la Santa Messa al Santuario e ha visitato il quartiere di Borgo Sant'Elia.

### Asia Orientale, Oceania e Australia (25 novembre - 5 dicembre 1970)
Il 26 novembre il Papa è arrivato in Iran dove è stato accolto dallo scià Mohammad Reza Pahlavi e dai membri del governo iraniano, lo stesso giorno è ripartito per Dacca in Pakistan Orientale (ora Bangladesh) colpito dal Ciclone Bhola tra il 7 e il 13 novembre dello stesso anno, poi è ripartito per le Filippine dove è stato ricevuto dall'arcivescovo di Manila Rufino Jiao Santos, ha celebrato la Santa Messa nella Cattedrale di Manila, a Manila ha anche incontrato il presidente delle Filippine Ferdinand Marcos, una delegazione di Taiwan e ha fatto un appello per la pace per la fine della Guerra del Vietnam.
Il 27 novembre il Papa è vittima di un attentato all'aeroporto di Manila da parte di un folle che ferisce il Pontefice con un coltello ed è poi allontanato dal suo segretario, Pasquale Macchi.
Il 29 novembre è partito da Manila per le Samoa Occidentali.
Il 30 novembre ha visitato Pago Pago dove è stato ricevuto da Malietoa Tanumafili II e ha celebrato la Santa Messa nel villaggio di Leulumoega nell'isola di Upolu. Nello stesso giorno è arrivato a Sydney, ed è rimasto in Australia fino al 3 dicembre, tra gli eventi principali l'ordinazione di Louis Vangeke, il primo vescovo nato in Papua Nuova Guinea, l'incontro con il Lord Mayor di Sydney Emmet McDermott e la celebrazione della Santa Messa all'ippodromo Randwick Racecourse. Inoltre si è incontrato con le autorità del North Sydney Council.
Il 3 dicembre ha visitato Giacarta in Indonesia, dove è stato ricevuto dal presidente indonesiano Suharto e ha celebrato la Messa allo Stadium Jakarta.
Il 4 dicembre ha visitato Hong Kong (Regno Unito) dove è stato ricevuto dal vescovo di Hong Kong Francis Xavier Hsu Chen-Ping e celebrato la messa nel sobborgo di Happy Valley, alla partenza da Hong Kong ha avuto il commiato del vicegovernatore britannico Sir Hugh Norman-Walker prima di partire per lo Sri Lanka.
Lo stesso giorno è arrivato a Colombo nello Sri Lanka dove è stato ricevuto dal governatore William Gopallawa, dal primo ministro Sirimavo Bandaranaike e da molte autorità civili e religiose del Paese, poi il Papa è ripartito per Roma il giorno dopo, dopo aver celebrato la Santa Messa all'aeroporto di Colombo.

### XVIII Congresso Eucaristico Nazionale - Udine (16 settembre 1972)
In occasione del XVIII Congresso Eucaristico Nazionale che si tenne ad Udine, il 16 settembre 1972 il papa visitò la città friulana; nell'occasione visitò anche la Basilica di Aquileia e la città di Venezia.

### XIX Congresso Eucaristico Nazionale (17 settembre 1977)
In occasione del XIX Congresso Eucaristico Nazionale, il 17 settembre 1977 il Papa atterrò in elicottero a Pescara, al campo Rampigna, per presenziare alla messa. Una volta atterrato, il Pontefice proseguì in automobile lungo corso Vittorio Emanuele II per poi svoltare in corso Umberto I fino ad arrivare in piazza Primo Maggio, di fronte al mare, dove si svolse la celebrazione eucaristica. Appena terminata, Paolo VI, assieme a pochi, pranzò presso l'hotel Esplanade e, prima del suo rientro in Vaticano, ebbe modo di presenziare alla mostra sul Volto Santo di Manoppello. L'evento fu fortemente voluto dal mons. Antonio Iannucci, vescovo di Pescara-Penne. A ricordo della visita di Sua Santità, a Pescara fu istituita la Fondazione "Paolo VI" e una statua del Pontefice fu realizzata nel quartiere San Donato. Era la prima volta che un papa partecipava personalmente ad un Congresso Eucaristico Nazionale. Questa fu l'ultima uscita fuori Roma di Paolo VI.